# Aurora (vliegtuig)

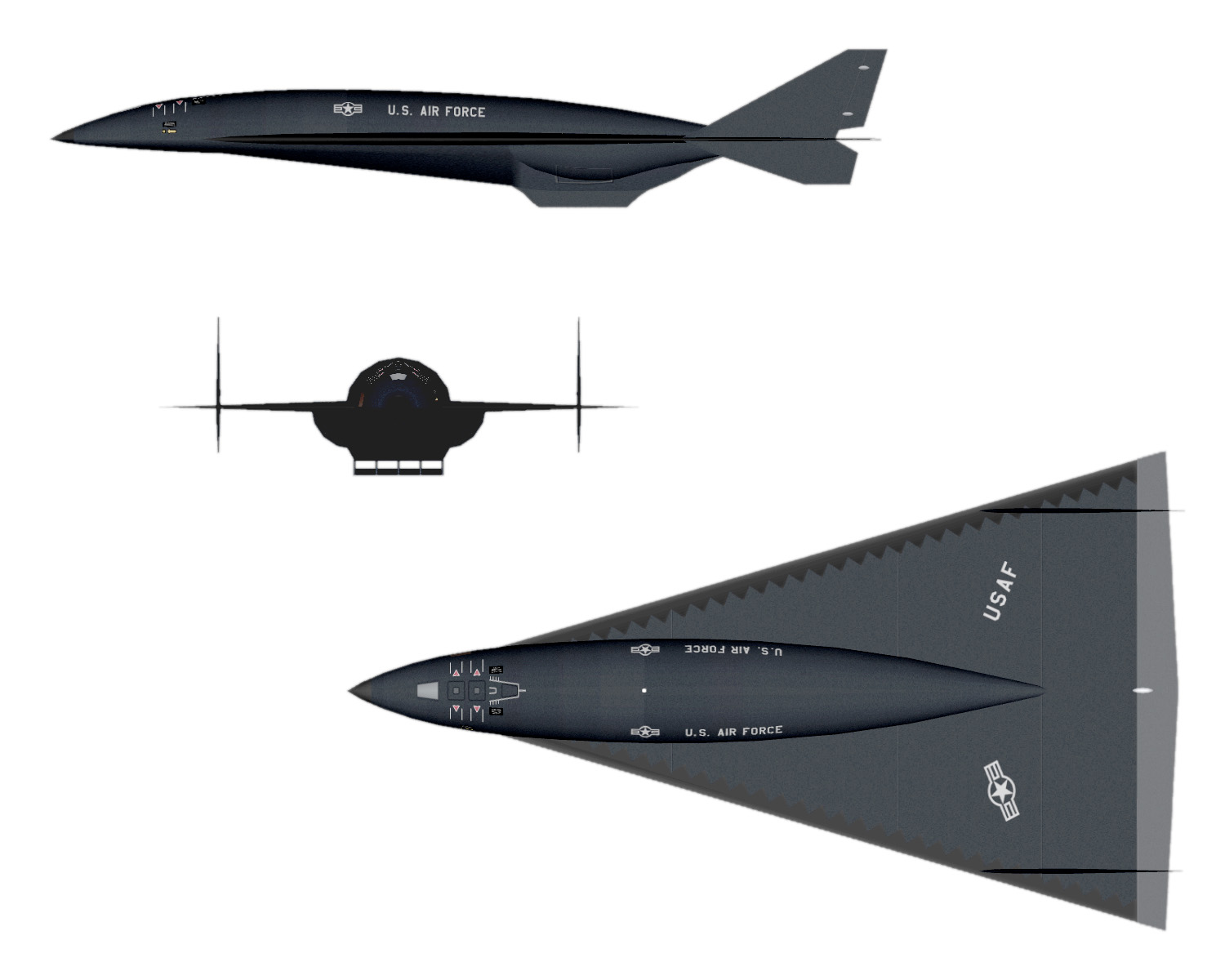
Aurora

De Aurora is een hypothetisch Amerikaans verkenningsvliegtuig dat verantwoordelijk gehouden wordt voor verschillende waarnemingen van UFO's. Het toestel zou volgens verschillende bronnen een snelheid van Mach 5-6 hebben en een "service ceiling" van 30.000-40.000 m. De ontwikkeling van het toestel zou in de jaren 1980 plaatsgevonden moeten hebben als een geheim project. Eind jaren 1980 en in de jaren 1990 claimden verschillende mensen het toestel gezien of gehoord te hebben. Zo claimde een Brits lid van het vliegtuigobservatiekorps het toestel in 1989 boven de Noordzee gezien te hebben terwijl het bij aan het tanken was van een tankvliegtuig. Ook zijn in het westen van de VS knallen gehoord van vliegtuigen die door de geluidsbarrière gingen die afweken van het normale geluidspatroon. Dom Maglieri, een expert op het gebied van knallen veroorzaakt door het doorbreken van de geluidsbarrière, wist uit de gegevens af te leiden dat het om een object moest gaan dat op ongeveer 30.000 m met een snelheid van Mach 4-5 vloog. Het Amerikaanse Ministerie van Defensie heeft het bestaan van het toestel echter nooit bevestigd.